# Movimiento Nacionalista Revolucionario
Das Movimiento Nacionalista Revolucionario (MNR; übersetzt „Revolutionäre Nationalistische Bewegung“ oder „Nationalrevolutionäre Bewegung“) ist eine Partei in Bolivien.
Das MNR entstand 1942 als linksgerichtete reformistische Partei. Nach der „nationalen Revolution“ von 1952 hatte es zwölf Jahre lang eine dominante Stellung. In dieser Zeit wurde das allgemeine Wahlrecht eingeführt, Zinnminen verstaatlicht und eine Landreform durchgeführt. Im Verlauf ihrer Geschichte bewegte sich die Partei erheblich nach rechts und vertrat ab den 1980er-Jahren eine neoliberale Wirtschaftspolitik. Seit Mitte der 2000er-Jahre ist sie praktisch bedeutungslos.

## Gründungsphase
Bereits in den 1930er-Jahren bildete sich eine Gruppe aus radikalisierten Studentenaktivisten, Veteranen des Chacokrieges und Journalisten der Mittelklasse. Diese traten zunächst in die Partido Socialista ein, darunter Víctor Paz Estenssoro, Augusto Céspedes, Hernán Siles Zuazo, Wálter Guevara Arze. Sie gründeten 1936 die Zeitung „La Calle“, die scharf nationalistische und antiimperialistische Positionen vertrat und gegen die Rosca genannte Oligarchie der Zinnminenbesitzer agitierte, die sie als Klassenfeinde des bolivianischen Volkes angriff.
Am 10. Mai 1941 gründeten sie dann das Movimiento Nacionalista Revolucionario. Sein erster Vorsitzender wurde Paz Estenssoro. Die Partei hatte eine antiimperialistische und revolutionär-nationalistische Ausrichtung und positionierte sich gegen die Herrschaft der Oligarchen und „Zinnbarone“. Ihre Ideologie war eine Mischung aus nationalistischen und sozialistischen Elementen. In ihrem ersten Programm versprach sie einen starken, sicheren Staat, wirtschaftliche Unabhängigkeit und Souveränität des bolivianischen Volkes. Teile des MNR waren auch von faschistischen Vorbildern beeinflusst, was ihre Anführer auch offen zugaben. Sie übernahmen insbesondere das Konzept einer „proletarischen Nation“ aus dem italienischen Faschismus. Das MNR als solches kann aber nicht als faschistische Partei klassifiziert werden. Das MNR forderte eine Verstaatlichung der Minen und Schlüsselindustrien sowie eine revolutionäre Änderung der Machtverteilung im Land. Einige MNR-Anführer hofften bei der Umsetzung dieses Programms auf Unterstützung durch das faschistische Deutschland und Italien. Die Interessen der indigenen Bevölkerung spielten zunächst keine Rolle in den Vorhaben der Partei.

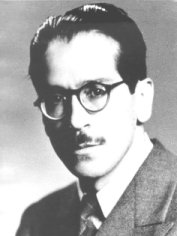
Hernán Siles Zuazo (1952)

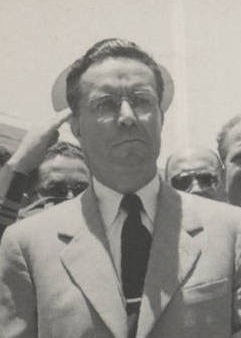
Víctor Paz Estenssoro (1955)

Die junge Partei warb um die Unterstützung sowohl der Mittelklasse als auch der Gewerkschaften. Das MNR übte frühzeitig eine große Anziehungskraft auf bolivianische Intellektuelle aus. Teile der Partei unterhielten enge Verbindungen zu der radikalen Offiziersvereinigung Razón de Patria (RADEPA) und zeigten wie diese außenpolitisch offene Sympathie für die Achsenmächte. Nach dem Putsch des Majors Gualberto Villarroel López im Dezember 1943 berief dieser drei Vertreter des profaschistischen Flügels im MNR in sein Kabinett, wodurch die Partei zum ersten Mal an der Regierung beteiligt war. Diese wurde im Juli 1946 von einer antifaschistischen Koalition aus Vertretern der konservativen Elite und der marxistischen Partido de la Izquierda Revolucionaria (PIR) wieder gestürzt.

## „Nationale Revolution“ und Machtübernahme
Anschließend trennte sich das MNR von seinen profaschistischen Elementen. In der Folgezeit konnte es ein enges Bündnis mit der einflussreichen Minenarbeitergewerkschaft Federación Sindical de Trabajadores Mineros de Bolivia (FSTMB) unter Führung von Juan Lechín Oquendo aufbauen, die zuvor mit der trotzkistischen Partido Obrero Revolucionario (POR) verbunden gewesen war. So entwickelte sich das MNR in den Folgejahren von einer eher bescheidenen, politisch verworrenen Gruppierung zu einer einflussreichen Bewegung sowohl der Mittel- als auch der Arbeiterschicht, die als wichtigste Vertreterin der Opposition gegen die traditionelle Elite für eine gesellschaftliche Umwälzung eintrat. Als populistische und antiimperialistisch-linksnationale Partei mit klassenübergreifender Massenbasis kann das bolivianische MNR mit der Partido Revolucionario Institucional (PRI) in Mexiko, der APRA in Peru und der Acción Democrática in Venezuela verglichen werden. Mitte 1949 unternahm es einen Aufstand gegen die Regierung von Enrique Hertzog, der jedoch knapp scheiterte. Der MNR-Vorsitzende Paz Estenssoro gewann die Präsidentschaftswahl 1951, Siles Zuazo wurde zum Vizepräsidenten gewählt. Ihr Regierungsprogramm sah eine Verstaatlichung des Bergbaus und eine Agrarreform vor. Damit stellte es eine gefährliche Bedrohung für die Minen- und Großgrundbesitzer dar. Das Militär übernahm die Macht, um eine Regierung des MNR zu verhindern. Die Wahl wurde annulliert und das MNR als vermeintlich „kommunistische“ Organisation verboten.
In dieser Situation setzte sich das MNR im April 1952 an die Spitze der erfolgreichen „nationalen Revolution“. Anschließend regierte die Partei das Land bis zu einem Militärputsch im Jahr 1964. Paz Estenssoro (Präsident 1952–56 und 1960–64) und Siles Zuazo (Präsident 1956–60) führten das allgemeine Wahlrecht ein, nationalisierten die Zinnminen und leiteten ein umfangreiches Programm von Agrarreformen ein. Ihr erklärtes Vorbild war die Mexikanische Revolution von 1910–20 und die durch diese an die Macht gekommene faktische Einheitspartei PRI. Wie diese sollte das MNR die bolivianische Gesellschaft kontrollieren und errichtete ein faktisches Ein-Parteien-System hinter der Fassade demokratischer Institutionen und keine pluralistische, freiheitliche Demokratie. Zur wirtschaftlichen Entwicklung des Landes verfolgten sie nicht wie das frühe MNR staatssozialische Konzepte, sondern nach mexikanischem Modell einen staatlich gelenkten Kapitalismus, also ein marktwirtschaftliches System mit staatlich gesetzten Regeln, in dem der Staat auch als unternehmerischer Akteur intervenierte.

## Spaltungen
Siles und Paz überwarfen sich Anfang der 1960er jedoch aufgrund des politischen Ehrgeizes von Paz Estenssoro. Wichtige Persönlichkeiten wie Walter Guevara Arze hatten die Partei bereits in den späten 1950ern verlassen bzw. wurden – wie Juan Lechín 1964 – aus der Partei ausgeschlossen. Siles formte daraufhin das Movimiento Nacionalista Revolucionario de Izquierda (MNRI) und Lechín die Partido Revolucionario de la Izquierda Nacional (PRIN).
Die Jahre im Exil vertieften die innerparteilichen Streitereien. Das MNR blieb weiter fest in der Hand von Paz Estenssoro, der im Jahr 1971 dem Diktator Hugo Banzer Suárez zur Macht verhalf. Dieser politische Schachzug kostete die Partei in der Folgezeit bei den Wählern wichtiges politisches Ansehen. Während das MNR unter Paz politisch weiter nach rechts driftete, gelang es nur Siles Zuazo, das Ansehen und den Respekt für die Anliegen der 1952er-Revolution aufrechtzuerhalten, jetzt in der Partei Unidad Democrática y Popular (UDP) und in der Allianz mit dem Movimiento de Izquierda Revolucionaria (MIR).

## Wechsel von Regierung und Opposition in den 1980er- und 1990er-Jahren
Paz Estenssoro führte sein MNR in die Wahlen von 1978, 1979 und 1980, wo er jeweils mit dem dritten, zweiten und zweiten Platz abschnitt. In der Übergangsphase 1979/1980 war die MNR-Politikerin Lidia Gueiler Tejada das erste weibliche Staatsoberhaupt Boliviens. 1985 wurde Paz noch einmal zum Präsidenten ernannt und regierte eine Amtszeit lang, bis er sich 1989 aus der aktiven Politik zurückzog. In seiner letzten Amtszeit leitete er Maßnahmen zur Bekämpfung der Hyperinflation ein, beschnitt die Rechte der mächtigen Gewerkschaften, und musste 30.000 Mineros aufgrund des weltweiten Verfalls der Zinnpreise entlassen. Diese schmerzhafte Anpassungspolitik des alten Paz und seines umtriebigen Planungsministers Gonzalo Sánchez de Lozada wurde bekannt als „Neue Wirtschaftspolitik“ und leitete die neoliberale Politik der Folgejahre ein.

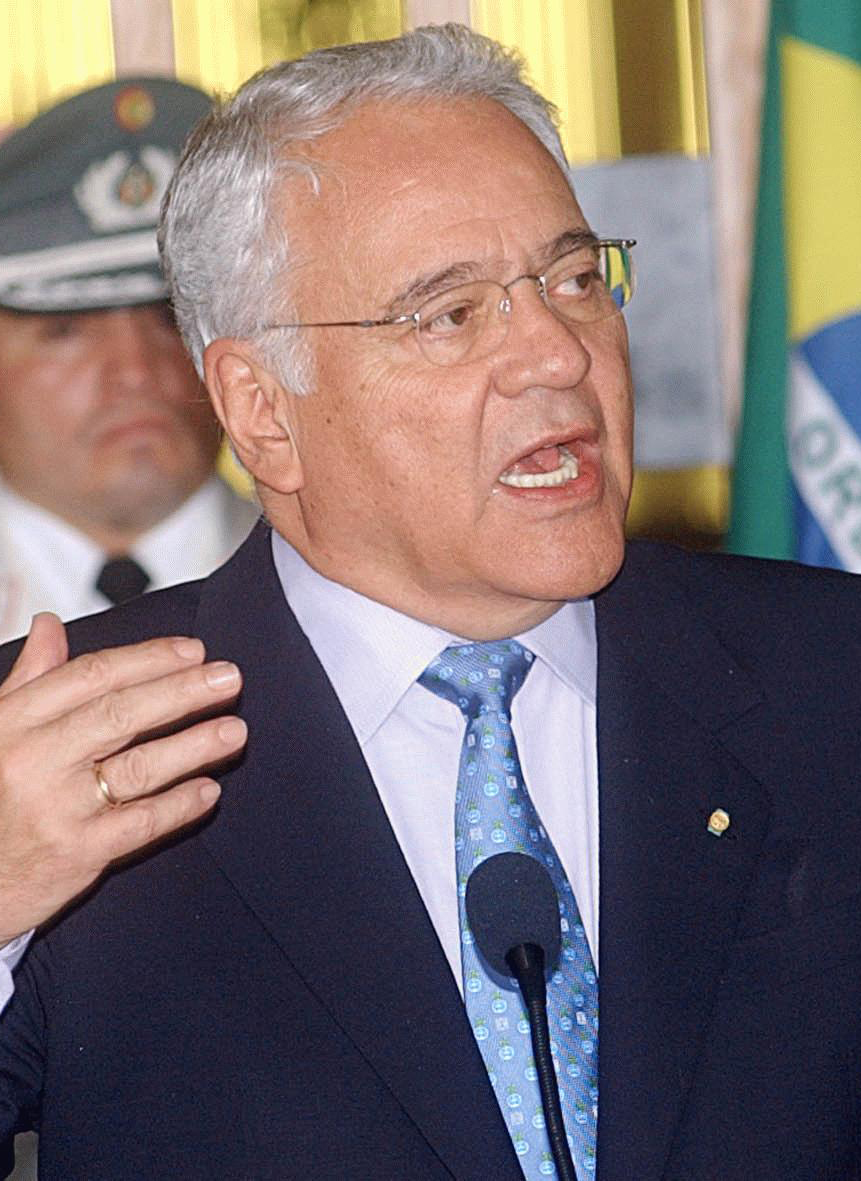
Gonzalo Sánchez de Lozada (2003)

Unter Gonzalo Sánchez de Lozada gewann das MNR die Wahlen von 1993 und setzte die umfangreichen institutionellen, wirtschaftlichen Reformen der Neuen Wirtschaftspolitik fort. Bei den Wahlen 1997 schnitt die Partei mit ihrem Kandidaten Juan Carlos Durán nur als zweitstärkste Kraft ab und verlor die Präsidentschaft an den früheren Diktator Hugo Banzer von der rechten Acción Democrática Nacionalista (ADN).
Bei den Wahlen im August 2002 gewann das MNR in einer Allianz mit dem gemäßigt linken Movimiento Bolivia Libre (MBL) 26,9 % der Wählerstimmen, 36 von 130 Abgeordnetensitzen und 11 von 27 Senatssitzen. Ihr Präsidentschaftskandidat Sánchez de Lozada erreichte mit 22,5 % den höchsten Stimmenanteil, knapp vor Evo Morales vom Movimiento al Socialismo (MAS), und wurde daraufhin vom Parlament für eine zweite Amtszeit zum Präsidenten ernannt. Das MNR regierte anschließend in einer Koalition mit dem eigentlich rivalisierenden MIR des unterlegenen Kandidaten Jaime Paz Zamora. Auf diese Koalition hatte die Regierung der USA gedrängt, um eine Regierungsübernahme durch Morales zu verhindern. Im Jahr 2003 sah sich Sánchez de Lozadas Regierung Massenprotesten gegenüber, die ihm Korruption und Missmanagement vorwarfen. Nach dem Versuch, diese gewaltsam niederzuschlagen, wobei mindestens 60 Menschen starben („schwarzer Oktober“), musste er zurücktreten. Lozadas Nachfolger wurde sein parteiloser Vizepräsident Carlos Mesa.
Das 1997 gegründete MAS von Evo Morales, der die Präsidentschaftswahl 2005 gewann, knüpfte in seiner Programmatik in weiten Teilen an die des früheren, populistischen MNR und seiner „nationalen Revolution“ von 1952 an.

## Bedeutungsverlust seit den 2000er-Jahren
In den Wahlen von Dezember 2005 erreichte das MNR landesweit nur noch 6,5 % der Stimmen. Dieser Ergebnis wird unter anderem auch dem unbefriedigenden Auftreten des MNR-Kandidaten Michiaki Nagatani Morishita angelastet. Hochburgen des MNR blieben die östlichen Tieflands-Departamentos Beni (30,1 %), Tarija (14,0 %) und Santa Cruz (11,6 %). Anschließend verlor es noch mehr an Bedeutung. Bei der Wahl zu einer Verfassunggebenden Versammlung 2006 bekam das MNR nur noch 3,9 % der Stimmen. Bei den Präsidentschaftswahlen 2009 und 2014 stellte die Partei keinen eigenen Kandidaten mehr auf.
Für die Wahl im Jahr 2020 gab der rechtsreligiöse Politiker Luis Fernando Camacho, der maßgeblich an dem Umsturz gegen Evo Morales beteiligt war, seine Kandidatur für die Partei bekannt.